# Pieter Waterdrinker
Pieter Waterdrinker, geboren als Pieter Arie Johannes van der Sloot (Haarlem, 17 oktober 1961), is een Nederlandse schrijver en journalist. Waterdrinker is de achternaam van zijn moeder die hij later officieel aannam.

## Biografie
Waterdrinker groeide op in een familiehotel in Zandvoort. Hij studeerde Russisch, Frans en Nederlands Recht aan de Universiteit van Amsterdam, woonde daarna lange tijd op de Canarische Eilanden en werkte als journalist voor onder meer De Telegraaf, de VPRO en Vrij Nederland. In 1996 vestigde de auteur zich in Rusland, waar hij in hoog tempo onder de achternaam van zijn moeder zijn boeken begon te publiceren die opvielen door de on-Nederlandse thematiek en toon.
Waterdrinker woont al twintig jaar samen met de Russische filologe en kookboekenschrijfster Julia Klotchkova. Hij woonde  afwisselend in Moskou en Sint-Petersburg en vestigde zich na de inval van Rusland in Oekraïne met name op verzoek van zijn levensgezellin in Frankrijk.
In 2018 was Waterdrinker te gast in het programma Zomergasten. Sinds mei 2023 schrijft hij elke dinsdag een column voor EW.

## Affaire-Waterdrinker
Rondom zijn debuutroman Danslessen ontstond in 1999 een rel toen de toenmalige Zandvoortse burgemeester Rob van der Heijden besloot een klacht in te dienen wegens smaad en antisemitisme. Het Openbaar Ministerie ging vervolgens over tot vervolging. Waterdrinker werd na veroordeling door de politierechter bij het gerechtshof in Amsterdam vrijgesproken. De Hoge Raad liet het arrest van het hof in stand.
De zaak is inmiddels - samen met het fameuze "Ezelproces" rondom Gerard Reve en de "Katholiekenaffaire" van W.F. Hermans - een cause célèbre in de Nederlandse juridische literatuur. De uitkomst van de Katholiekenaffaire, dat de uitingen van romanpersonages niet voor rekening van de auteur kunnen komen, werd "bevestigd" door de uitkomst van de "affaire-Waterdrinker".

## Thematiek
Een thema in zijn romans is de onmogelijkheid van de liefde, het falen van de mens in het bereiken van het geluk, of, zoals het Vlaamse tijdschrift Ons Erfdeel het omschreef, "de 'hardcore' van de menselijke ziel". Inmiddels is zijn werk in het Engels, Duits en Russisch vertaald en zijn de internationale filmrechten van zijn roman Duitse bruiloft verkocht.
In februari 2010 verscheen Waterdrinkers zevende boek De dood van Mila Burger, een roman over een Russische vrouw die na tien jaar verblijf in Holland voor het eerst terugkeert naar haar vaderland. Op basis van deze roman wordt nu een opera gemaakt. Lenins Balsem  werd genomineerd voor zowel de Halewijnprijs als de Libris Literatuur Prijs. In april 2014 verscheen Waterdrinkers negende boek De correspondent, een literaire autobiografie, die wederom alom lovend werd ontvangen.
Waterdrinker gold lange tijd als een writer's writer, een schrijver die slechts gewaardeerd wordt door andere schrijvers maar zonder succes blijft onder het grote publiek. Nu wordt Waterdrinker echter zowel nationaal als internationaal geprezen. Hij werd genomineerd voor de Literatuurpijs Gerard Walschap, de Bob den Uyl-prijs, de Libris Literatuur Prijs, alsook voor de prestigieuze Engelstalige International IMPAC Dublin Literary Award 2011. Zijn in 2017 verschenen autobiografische roman Tsjaikovskistraat 40 werd een bestseller. In 2018 werd de Tzumprijs voor de beste literaire zin aan hem toegekend.

## Bestseller 60
| Boeken met noteringen in de Nederlandse Bestseller 60 | Jaar van verschijnen | Datum van binnenkomst | Hoogste positie | Aantal weken | Opmerkingen |
| ----------------------------------------------------- | -------------------- | --------------------- | --------------- | ------------ | ----------- |
| De correspondent                                      | 2014                 | 21-05-2014            | 38              | 2            |             |
| Tsjaikovskistraat 40                                  | 2017                 | 13-12-2017            | 7               | 29           |             |
| Een dame in Kislovodsk                                | 2018                 | 29-08-2018            | 58              | 1            |             |
| De rat van Amsterdam                                  | 2020                 | 22-07-2020            | 3               | 14           |             |
| Biecht aan mijn vrouw                                 | 2022                 | 06-04-2022            | 3               | 10           |             |
| Van huis en haard                                     | 2023                 | 10-05-2023            | 14              | 4            |             |
| Céline                                                | 2025                 | 21-05-2025            | 7               | 11           |             |

- Bibliothèque nationale de France: cb14549124v (data)
- Digitale Bibliotheek voor de Nederlandse Letteren: wate004
- Gemeinsame Normdatei: 133331431
- International Standard Name Identifier: 0000 0000 5522 1055
- Library of Congress Control Number: n98080279
- Nationale Bibliotheek van Israël: 987012399665105171
- Nederlandse Thesaurus van Auteursnamen: 169020924
- Istituto Centrale per il Catalogo Unico: PUVV465454
- Système universitaire de documentation: 191495980
- Virtual International Authority File: 77500753
- WorldCat: E39PBJxcTD38tDGPYBgCwtFdwC